# Dzsibuti világörökségi helyszínei
Dzsibuti területéről eddig egy helyszín sem került fel a világörökségi listára, tíz helyszín a javaslati listán várakozik felvételre. 
| Megnevezés                            | Kép | Típus      | Kritérium         | Év   | Link |
| ------------------------------------- | --- | ---------- | ----------------- | ---- | ---- |
| Awellos temetkezési halmok            |     | Kulturális | III, VI           | 2015 |      |
| Abourma sziklavésetei                 |     | Kulturális | I, III            | 2015 |      |
| Dzsibuti történelmi városrészei       |     | Kulturális | II, IV            | 2015 |      |
| Assal-tó                              |     | Természeti | VII, VIII         | 2015 |      |
| Moucha és Maskali szigetek            |     | Természeti | VIII, IX, X       | 2015 |      |
| Az Obock-vidék természeti környezete  |     | Természeti | VII, VIII, X      | 2015 |      |
| Forêt de Day természetvédelmi terület |     | Természeti | IX, X             | 2015 |      |
| Assamo természetvédelmi terület       |     | Természeti | X                 | 2015 |      |
| Djalélo természetvédelmi terület      |     | Természeti | X                 | 2015 |      |
| Abbé-tó                               |     | Vegyes     | III, VII, VIII, X | 2015 |      |